# Radu Codreanu
Radu Codreanu (n. 4 septembrie 1904, Tulcea, România – d. 11 februarie 1987, București, România) a fost un biolog și citolog român. Membru al Academiei Române din 1974.

## Biografie
S-a născut într-o familie de intelectuali, tatăl său Filip Codreanu fiind medic, iar mama sa Alexandrina Alexandrescu fiind licențiată în matematici. A urmat cursurile liceului Gheorghe Lazăr din București unde a înființat societatea „Știința” în cadrul căreia și-a manifestat ideile evoluționiste.
Între anii 1923 și 1926 urmează cursurile la Facultatea de științe a Universității din București. Își ia licența în anul 1927. O deosebită influență asupra formării sale ca biolog a avut-o Andrei Popovici Bâznoșeanu și Dimitrie Voinov. Sub îndrumarea lui Andrei Popovici Bâznoșeanu începe activitatea de teren și cercetările de laborator. Cu Dimitrie Voinov se inițiază în tainele histologiei comparate a nevertebratelor.
Voinov îl numește în anul 1924 preparator la laboratorul de morfologie animală. În acest laborator a activat până în anul 1939 ca asistent. În această perioadă vine în contact cu ilustre personalități ale biologiei românești, ca de pildă Ioan Cantacuzino, Paul Bujor, Grigore Antipa, Ion Borcea, Mihai Ciucă, Alexandru Ciucă, Gheorghe Zotta, Constantin Ionescu-Mihăilești, Ioan Ciurea. Tot în această perioadă vine în contact cu numeroase personalități din lumea biologiei franceze ca M. Caullery, Ch. Perrez, F. Mesnil, O. Dubosq, L. Leger. Cu asistenții acestora leagă prietenii ce vor dura decenii. În această perioadă începe studii parazitologice. Se ocupă de microsporidiile insectelor din ordinul Ephemeroptera. Cu aceste studii își dă doctoratul în științe naturale în anul 1939 la Facultatea de Științe a Universității din Paris sub îndrumarea lui Maurice Caullery. Teza sa de doctorat a avut o deosebită importanță deoarece a deschis un nou capitol în biologie, abordând domeniul neoplaziilor la nevertebrate.
La 1 ianuarie 1930 a fost transferat la Institutul de speologie al Universității din Cluj. Aici a colaborat cu profesorul Emil Racoviță, căruia îi va succede la catedra de biologie generală. La Institutul de speologie activitatea sa didactică și de cercetător durează până în 1945.
În anul 1945 revine la catedra de Biologie Generală, iar în anul 1949 trece la catedra de zoologie a nevertebratelor unde lucrează până în anul 1974 când se pensionează.

## Activitatea științifică
Activitatea sa științifică cuprinde peste 200 de lucrări științifice, multe din ele fiind deschizătoare de drumuri noi în biologie. Putem aminti câteva capitole ale biologiei la care Radu Codreanu a pus piatra de temelie:
- studiul protozoarelor parazite la nevertebrate;
- patologia insectelor - patobiologia;
- taxonomia și zoogeografia unor viermi turbelariați și al unor grupe de crustacei, împreună cu Mihai C. Băcescu și Traian Orghidan.

## Distincții
- titlul de „Profesor Emerit al Republicii Populare Romîne” (13 octombrie 1964) „cu prilejul aniversarii a 100 de ani de la înființarea Universității din București, pentru activitate îndelungată, contribuție în dezvoltarea științei și merite deosebite în dezvoltarea învățămîntului superior”[1]
- Ordinul Muncii clasa I (1 decembrie 1964) „pentru merite deosebite în domeniul științific și didactic”[2]